# ドロップキック

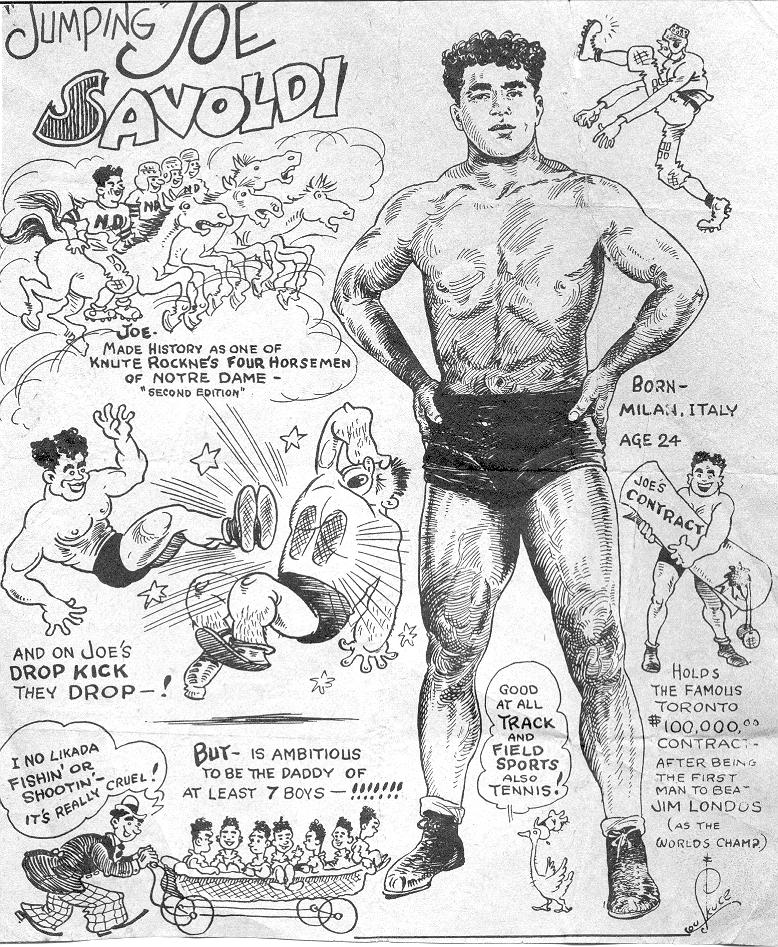
"ジャンピング" ジョー・サボルディの宣伝記事（1933年）。

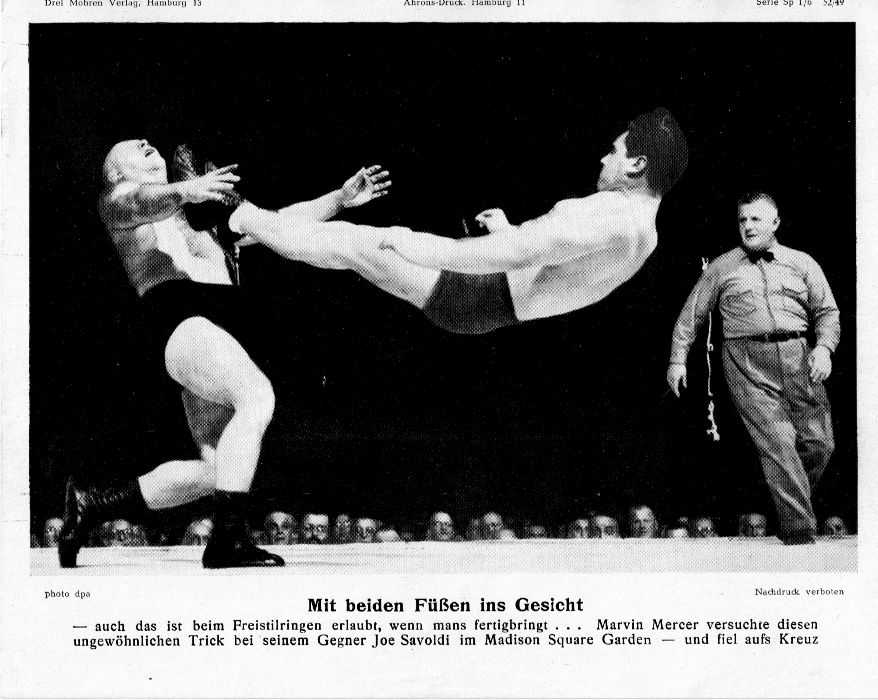
サボルディのドロップキック（1934年、マディソン・スクエア・ガーデン）。

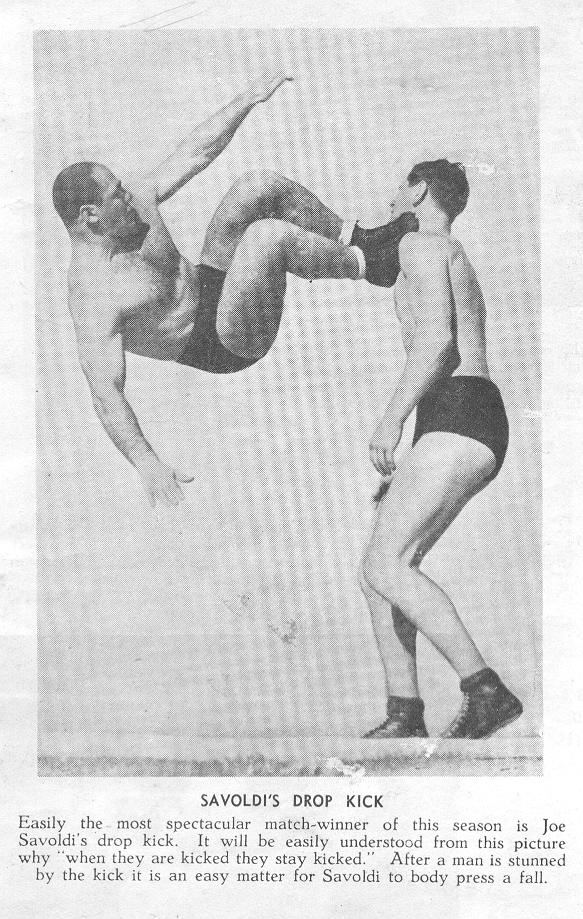
サボルディのドロップキック（1937年、オーストラリア）。

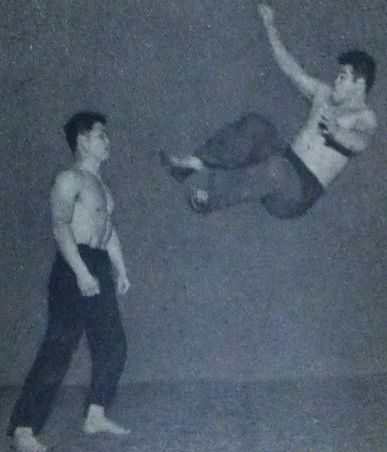
遠藤幸吉のドロップキック。

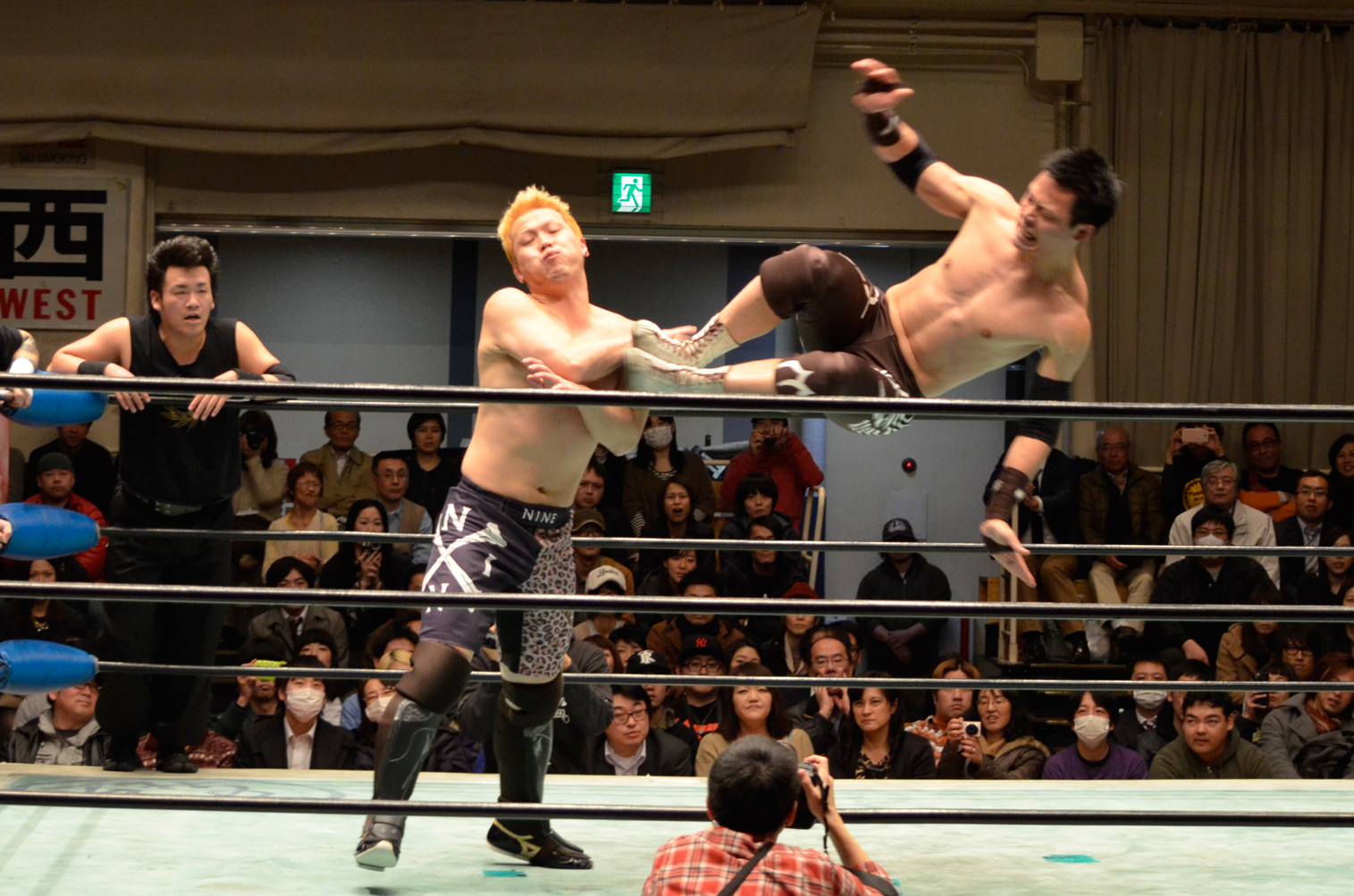
郡司歩のドロップキック。

ドロップキック（Dropkick）は、プロレス技の一種である。メキシコではパターダ・ボラドーラ（patada voladora、意味は「飛び蹴り」）と呼ばれている。

## 概要
立っている相手に、その場で飛び上がって両足の裏で相手の胸板を蹴る。飛ぶ時に体を、ひねって相手に当たる際に横向きとなり、体の横側あるいは前側で着地するタイプ、体が仰向けになるように飛んで相手を蹴った後に背中で受け身を取るタイプがある。チェンジ・オブ・ペースの1つとして用いられる。
最も基本的なドロップキックは "ジャンピング" ジョー・サボルディが初めて使用したスタンディング・ドロップキックである。レスラーは立った状態からのドロップキックを、立った状態あるいは走って向かってくる相手に当てる。ノートルダム大学でアメリカンフットボールのランニングバックとして全米選抜にも選ばれたサボルディは、自身とアメリカンフットボールのつながりからこの技を「drop-kick」と名付け、マスコミも「フライング・ドロップキック（Flying Dropkick）」と呼んだ。現在の形のドロップキックの元祖はおそらくサボルディであると考えられていたが、エイブ・コールマンも足から飛んで相手の胴体を蹴る技を行っていた。身長160cmのコールマンは、この技を「カンガルー・キック（Kangaroo Kick）」と呼び、1930年のオーストラリア巡業で見たカンガルーから着想したものだと主張していた。サボルディが1933年に「ドロップ」キックを行った時には、マスコミはコールマンの十八番である「カンガルー」キックの別名であると報道していた。

## かけ方
両膝を折り畳むようにジャンプして鋭く突き出した両足の裏で相手の胸板を蹴り飛ばす。
- 技を出すタイミングの例
  - 立っている相手に対して、その場で跳び上がって蹴る。
  - 立っている相手に向かって走って、その勢いで蹴る。
  - 走ってくる相手に対してカウンターで蹴る。
  - コーナートップ最上段から跳びかかってくる相手を蹴る。
  - コーナートップ最上段に登ろうとしている相手を蹴る。
  - エプロンサイドに立った相手をロープ越しに蹴る。

## 使い手
往年の外国人選手では、アントニオ・ロッカ、パット・オコーナー、ペドロ・モラレス、スウィート・ダディ・シキ、ロッキー・ジョンソン、ビクター・リベラ、フレッド・カリー、ミル・マスカラスなどが「名人」といわれた。アーニー・ラッドは2メートルを超える巨漢でありながら、豪快かつ見事なフォームのドロップキックを放った。後年ではハードコア・ホーリー、エッジ、マーク・ジンドラック、AJスタイルズ、ランディ・オートンなどがいる。
日本人選手では遠藤幸吉、吉村道明、木戸修などが名手とされた。田口隆祐は打点が高く綺麗なフォームから繰り出すことから「ドロップキック・マスター」という異名を付けられた。田口は2004年5月23日に新日本プロレス後楽園ホール大会で行われた「BEST OF THE SUPER Jr.」の獣神サンダー・ライガー戦では、この技を連発で繰り出して45秒で勝利している。その他にジャンボ鶴田、鈴木みのる、西村修、大森隆男、オカダ・カズチカ、SANADA、ワイルド香月、山崎五紀、豊田真奈美、藤本つかさ、つくし、上谷沙弥が使用。つくしと藤本は豊田から勧められたことを機に、タッグチーム「ドロップキッカーズ」を結成している。

## 種類
正面式
仰向けにジャンプして相手の胸板に当てた後は、そのまま後ろ受け身をとる。ドロップキックの原型といえる形である。力道山の時代は、この技が主流であった。
主な使用者は吉村道明、ルー・テーズ、スキップ・ヤング。
捻り式
スクリュー式とも呼ばれている。正面式を改良したもので相手に当てた後は、うつ伏せの体勢で受け身を取る。着地から素早く立ち上がり、連続で繰り出すことが可能。現在は、この形が主流になっている。
主な使用者はアントニオ・ロッカ、パット・オコーナー、ベアキャット・ライト、ジム・ブランゼル。
旋回式
1回転式とも呼ばれている。相手の胸板に当てた後に後方へと1回転して、うつ伏せの体勢で受け身を取る。跳躍力と身軽さをアピールするのに絶好の技。三沢光晴は、この技をヘビー級選手で本格的に使用した第一人者である。
ダグ・ファーナスはバク宙するような縦1回転式、三沢は横1回転式を得意としていた。
カウンター式
走ってきた相手の胸板にカウンターで狙うドロップキック。
連続式
立っている相手に連続で繰り出すドロップキック。
主な使用者は藤波辰爾（ジュニアヘビー級時代に使用）、豊田真奈美。
低空式
立っている相手の下半身、四つんばいになっている相手の頭を狙うドロップキック。元祖は渕正信（横式）だが、この技を有名にしたのは武藤敬司（正面式）である。
武藤は、この技を得意とする足殺し、そこからの足4の字固め、シャイニング・ウィザードに持っていくまでの繋ぎ技として使用。
串刺し式
コーナーに、もたれかかっている相手に助走して相手の胸板を狙うドロップキック。
打ち上げ式
雪崩式とも呼ばれているが正式名称はない。コーナートップ最上段の相手の胸板を狙うドロップキック。コーナートップに座らせた（登った）相手に対して、その場跳びでドロップキックを放って場外へ転落させる。
32文人間ロケット砲
ジャイアント馬場が使用していたドロップキック。技名は馬場のカウンターキックを16文キックと呼ぶところから来ている。また、馬場は全日本プロレス中継の解説時にドロップキックという言葉は使わず「飛び蹴り」と表現していた。馬場は体重があるため、受け身が痛く客受けはするが、あまり出さなかったようである。
全盛期でも1年に1度くらいしか披露しなかったが、1968年6月27日に日本プロレス蔵前国技館大会で行われたインターナショナル・ヘビー級選手権試合のボボ・ブラジル（王者）戦では、この技を3連続繰り出して王座を奪回している。ちなみに1つの試合で複数回放ったのは、この時と1970年12月3日に日本プロレス大阪府立体育会館大会で行われたインターナショナル・ヘビー級選手権試合のジン・キニスキー（挑戦者）戦で2回放ったのみである。
ジョン・ウー
SUWAのオリジナル技。しゃがみ込んでいる相手の胸板を狙うドロップキック。技名は喰らった相手が吹き飛ぶさまをジョン・ウーが監督を務める作品のアクションシーンで見られる演出になぞらえたものである。
主な使用者は神田裕之、フィン・ベイラー。
カンガルー・キック
背後から羽交い締めを繰り出してきた相手などに対して体を前転させながらジャンプして相手の胸板を狙うドロップキック。
派生技としてチャパリータASARIのコーナーに振った相手に対してロンダートで近づいた後にカンガルーキックを見舞うロンダート・カンガルー・キックがある。また、アントニオ猪木がアンドレ・ザ・ジャイアントにサーフボード・ストレッチで捕えられた際に、この技で脱出する場面が度々見られた。
ミッキー・ブーメラン
MIKAMIのオリジナル技。ロープ近くに長座した相手に助走してトップロープとセカンドロープを掴み、回転して反転後に相手の顔面を蹴るドロップキック。
レイ・ミステリオはセカンドロープに外向きで、もたれた相手の顔面を狙うタイプを619の名称で使用。
ロケットキック
永田裕志のオリジナル技。助走しながらジャンプして片足で相手の顔面を狙うドロップキック。
主な使用者はカール・アンダーソン、ドリュー・マッキンタイア（クレイモアの名称で使用）。
シック・キック
しゃがみ込んでいる相手に助走して片足で相手の顔面を狙うドロップキック。

## ミサイルキック

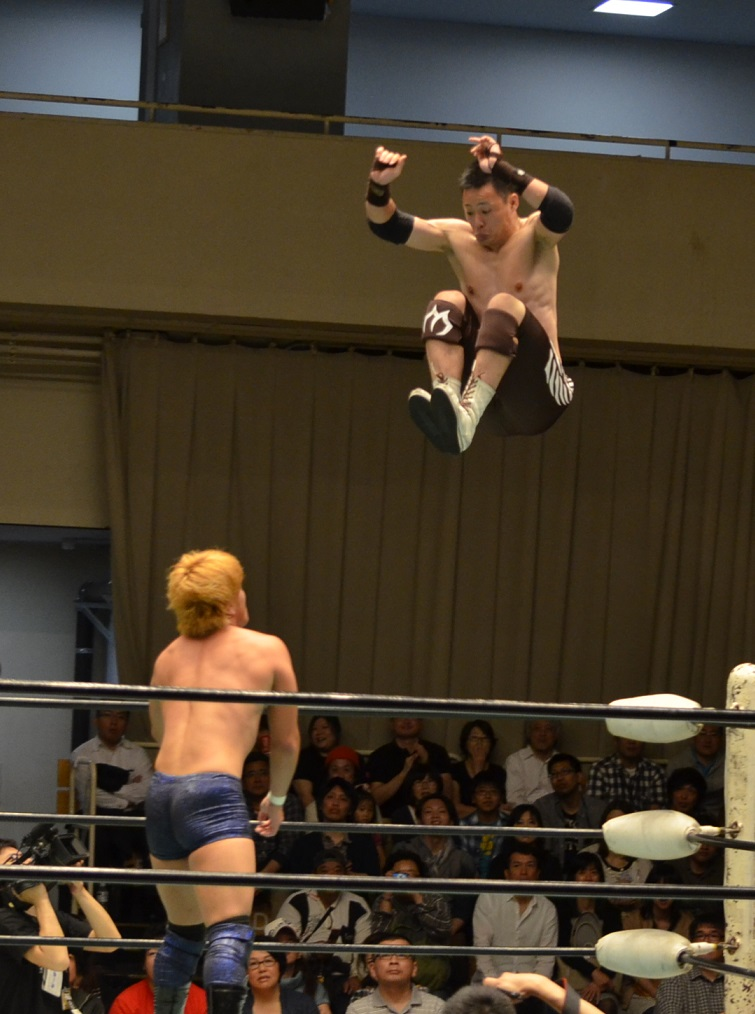
郡司歩によるミサイルキック。

ミサイルキック（Missilekick）は、コーナートップ最上段からジャンプして立っている相手に放つドロップキック。海外ではミサイル・ドロップキック（Missile Dropkick）と呼ばれている。

### 使い手
日本では1970年に来日したエドワード・カーペンティアが国際プロレスで公開後、1975年に来日したリッキー・ギブソンが全日本プロレスで公開して話題になった。テネシー地区でギブソンのライバルだったココ・B・ウェアも得意としていた。ダイナマイト・キッドとジョニー・スミスは着地後にヘッド・スプリング（頭跳ね起き）の要領で、すっと立ち上がるスタイルを取っていた。
日本人選手ではジャンボ鶴田（身長196cm、体重127kg）がジャンボ・ミサイルキックまたはウルトラCドロップキック（倉持隆夫が命名）、森嶋猛（身長190cm、体重145kg）がスカッド・ミサイルキックの名称で使用した（この技を受けた丸藤正道が、その威力から実在のミサイル兵器をイメージして命名）。高野拳磁（身長200cm、体重120kg）は「人間バズーカ砲」という異名を付けられた（古舘伊知郎が命名）。西村修は1992年2月7日、佐々木健介のIWGPヘビー級王座に挑戦した試合で、この技を9連発で放った。

### 種類
長滞空式
コーナーポスト最上段からジャンプして相手の胸板に当たるまでの滞空時間が長いミサイルキック。
主な使用者は高田延彦、吉野正人、中嶋勝彦。
急降下式
コーナーポスト最上段からジャンプして相手の下半身を狙うミサイルキック。
主な使用者は武藤敬司。
スワンダイブ式
トップロープの反動を利用してロープの上に飛び上がった後に相手の胸板を狙うミサイルキック。
主な使用者は大谷晋二郎。
ツープラトン式
タッグチームの2人が、それぞれ反対側のコーナーポスト最上段からジャンプして、リング中央にいる相手に放つダブル・ミサイルキック。
主な使用者はザ・ファンタスティックス（ボビー・フルトン、トミー・ロジャース）、ザ・ロッカーズ（マーティ・ジャネッティ、ショーン・マイケルズ）。

### 派生技
コーナー・トゥー・コーナー・ドロップキック
相手をコーナーに宙づり状態で固定して自身は反対側のコーナーに立ち、主に相手の頭部を狙うミサイルキック。
元祖はロブ・ヴァン・ダムでヴァン・ターミネーターの名称で使用。CIMAはトカレフ、丸藤正道はスワンダイブ式をフロム・コーナー・トゥー・コーナー、非レスラーであるシェイン・マクマホンはポスト下で座っている相手にブリキのゴミ箱を持たせて蹴るのをコースト・トゥー・コーストの名称で使用。
ライダーキック
特撮番組『仮面ライダー』の主人公である仮面ライダー1号と仮面ライダー2号が必殺技としているライダーキックから着想された片足で蹴るミサイルキック。
主な使用者はスーパーライダー。ザ・グレート・サスケは、この技を場外の相手に向けて繰り出したが受け身に失敗して負傷したため封印している。他にもアキバプロレスで「仮面ライダーの主役オーディションを七回受けた」と語った美月凛音など何人かの使用者がいる。
福岡晶は相手の後頭部に前方1回宙返りで蹴るミサイルキックを使用。紫雷イオが福岡から直接指導を受けて、この技を受け継いでいる。

## エピソード
- Mr.Childrenの桜井和寿が「everybody goes -秩序のない現代にドロップキック-」という楽曲を発表している。歌詞にはドロップキックのほかに逆水平チョップも登場する。
- プロレス以外でもK-1では上山龍紀、河野真幸ら、総合格闘技ではミノワマンがドロップキックを使用。
- 木梨憲武（とんねるず）、宮迫博之、ヒデ（ペナルティ）など、お笑いのツッコミにドロップキックを用いている芸人もいる。
- ゴジラシリーズに登場するゴロザウルスは正面式ドロップキックを得意としている。
- 邪神ちゃんドロップキック - タイトルに入っている他に、やたらと連発する（が大抵返り討ちにあう）漫画。